# 体力
体力（たいりょく、英: Physical strength）は、生命活動における必要な能力を指す。多くの場合、筋力・敏捷性・心肺機能などの総合力を意味する。生物以外でも、組織や企業などにも体力という比喩表現がなされる場合があり、この場合は組織活動を実行できるだけの資金力や行動力、人材を備えているかを指す。
一般的にスポーツで活躍する者を「体力がある」という表現がなされる。また、腕っぷしが強い者や病気に対する抵抗力がある者、過酷な労働環境にいる者なども同様の表現がされる。反対の意味として運動音痴という言葉が使われる。

## 概要
個人の体力は、２つの要因によって決定される。一方は、筋線維の断面積であり、他方は、筋繊維の強度である。タイプIの遅い筋繊維の割合が高い個人は、タイプIIの速い筋繊維の割合が高い同様の個人より、筋力は小さくなる一方、持久力は高くなる。

## 分類
体力は様々な基準に基づいて分類される。以下はその一例である。
- 行動体力（こうどうたいりょく）: 行動の基礎となる身体的能力[3]
  - 行動を起こす能力：筋力・瞬発力。測定例として垂直跳び・立ち幅跳び
  - 行動を持続する能力：筋持久力・全身持久力
  - 行動を調節する能力：敏捷性・平衡性・巧緻性・柔軟性。測定例として反復横とび・目隠し片脚立ち・ジグザグ走・伏臥上体反らし
- 防衛体力（ぼうえいたいりょく）: 病気・ストレス・環境に適応する能力[4]